# Сфинту-Георге (комуна, Яломіца)
Сфинту-Георге (рум. Sfântu Gheorghe) — комуна у повіті Яломіца в Румунії. До складу комуни входять такі села (дані про населення за 2002 рік):
- Бутою (810 осіб)
- Малу (430 осіб)
- Сфинту-Георге (940 осіб) — адміністративний центр комуни

Комуна розташована на відстані 65 км на схід від Бухареста, 40 км на захід від Слобозії, 126 км на південний захід від Галаца, 149 км на південний схід від Брашова.

## Населення
За даними перепису населення 2002 року у комуні проживали 2180 осіб, усі — румуни. Усі жителі комуни рідною мовою назвали румунську.
Склад населення комуни за віросповіданням:
| Релігія       | Кількість осіб | Відсоток |
| ------------- | -------------- | -------- |
| православні   | 2162           | 99,2%    |
| п'ятдесятники | 7              | 0,3%     |
| римо-католики | 5              | 0,2%     |
| адвентисти    | 5              | 0,2%     |
| атеїсти       | 1              | < 0,1%   |

## Зовнішні посилання
- Дані про комуну Сфинту-Георге на сайті Ghidul Primăriilor [Архівовано 10 жовтня 2010 у Wayback Machine.]